# Glorianne Perrier
Glorianne Aurore Perrier (Lewiston, 21 de marzo de 1929-Harvest, 7 de marzo de 2015) fue una deportista estadounidense que compitió en piragüismo en la modalidad de aguas tranquilas.
Participó en dos Juegos Olímpicos de Verano en los años 1960 y 1964, obteniendo una medalla de plata en la edición de Tokio 1964 en la prueba de K2 500 m.

## Palmarés internacional
| Juegos Olímpicos | Juegos Olímpicos | Juegos Olímpicos | Juegos Olímpicos |
| Año              | Lugar            | Medalla          | Evento           |
| ---------------- | ---------------- | ---------------- | ---------------- |
| 1964             | Tokio (Japón)    | Medalla de plata | K2 500 m         |